# Comano (Italië)
Comano is een gemeente in de Italiaanse provincie Massa-Carrara (regio Toscane) en telt 774 inwoners (31-12-2004). De oppervlakte bedraagt 54,7 km², de bevolkingsdichtheid is 14 inwoners per km².

## Demografie
Comano telt ongeveer 369 huishoudens. Het aantal inwoners daalde in de periode 1991-2001 met 7,1% volgens cijfers uit de tienjaarlijkse volkstellingen van ISTAT.
| Jaar | Inwoneraantal |
| ---- | ------------- |
| 1991 | 860           |
| 2001 | 799           |

## Geografie
De gemeente ligt op ongeveer 530 m boven zeeniveau.
Comano grenst aan de volgende gemeenten: Fivizzano, Licciana Nardi, Monchio delle Corti (PR) en Ventasso (RE).

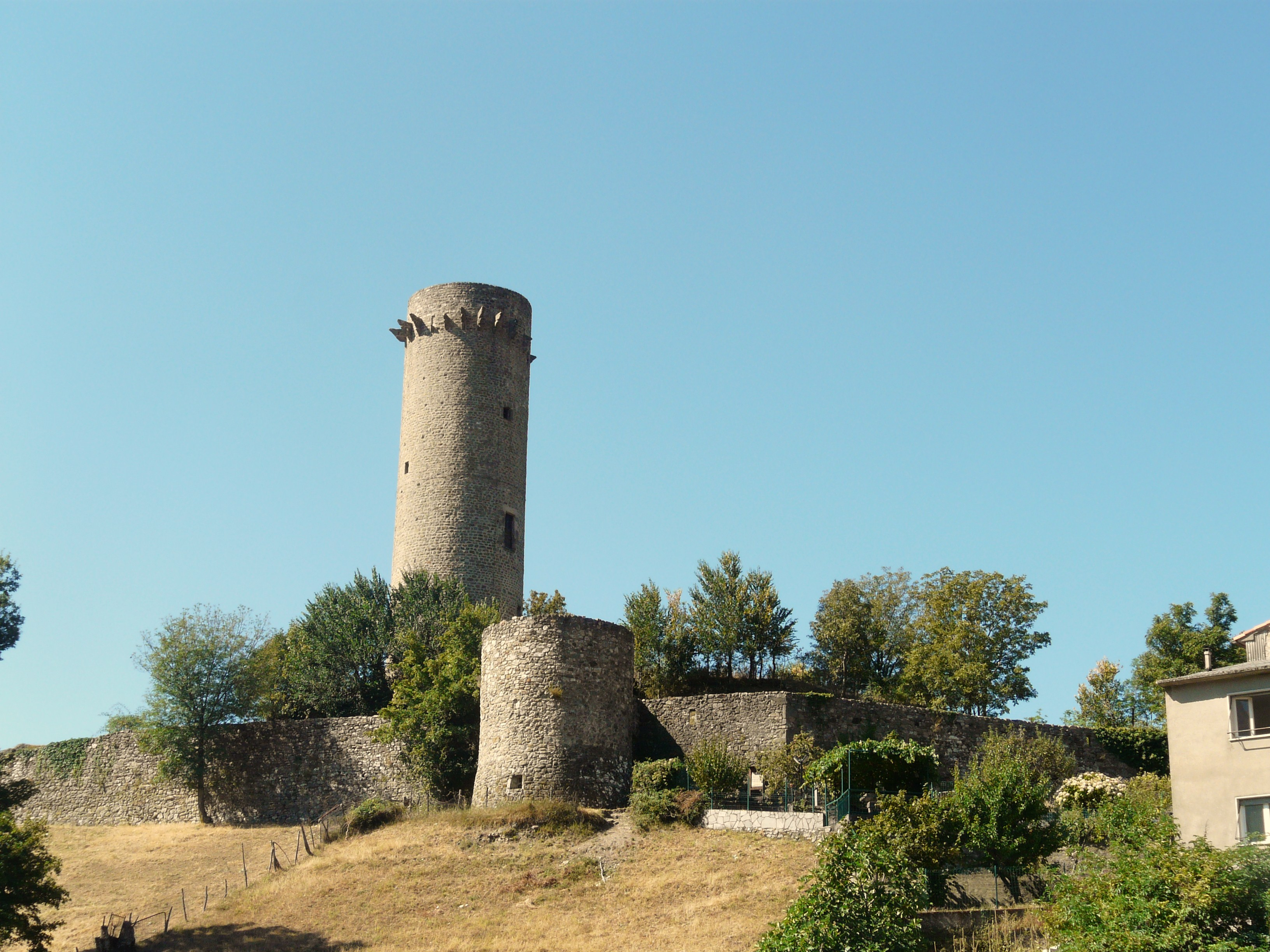
Kasteel

Aulla · Bagnone · Carrara · Casola in Lunigiana · Comano · Filattiera · Fivizzano · Fosdinovo · Licciana Nardi · Massa · Montignoso · Mulazzo · Podenzana · Pontremoli · Tresana · Villafranca in Lunigiana · Zeri
1. ↑  https://demo.istat.it/?l=it.